# سرود کریسمس (فیلم ۲۰۰۹)
سرود کریسمس (به انگلیسی: A Christmas Carol) فیلمی آمریکایی به کارگردانی رابرت زمکیس محصول سال ۲۰۰۹ است. این فیلم اقتباسی از کتابی با همین نام نوشته چارلز دیکنز است. کارگردان فیلم رابرت زمکیس برنده جایزه اسکار است و از بازیگران فیلم می‌توان به جیم کری و گری اولدمن اشاره کرد.
این سومین فیلم فانتزی زمکیس (کارگردان فیلم فارست گامپ) بعد از قطار سریع‌السیر قطبی و بئوولف است.
این فیلم همچنین سومین اقتباس کمپانی دیزنی بعد از سرود کریسمس میکی ماوس (۱۹۸۳) و سرود کریسمس ماپت (۱۹۹۲) است.
سرود کریسمس که به‌صورت سه‌بعدی ساخته شده‌است، ابتدا در کن نمایش داده شد و در ۶ نوامبر ۲۰۰۹ در انگلستان و آمریکا منتشر شد.

## داستان
«اِبنیزر اِسکروج» سال نو را با بدخلقی و ناخن‌خشکی شروع می‌کند و نسبت به خواهرزاده و منشی وفادارش بسیار بدرفتار است. شب عید، روح شریک سابقش («جـِیکب مارلی») به سراغش می‌آید و به او هشدار می‌دهد که دست از خساست و سنگدلی بردارد. اما «اسکروج»...

## بازیگران
- جیم کری – اسکروج، روح کریسمس گذشته، روح کریسمس حال، روح کریسمس آینده. جیم کری در این فیلم گویندگی نقش پیرمردی بدخلق را به عهده دارد که یک سرمایه‌دار ثروتمند خسیس است.
- گری اولدمن – جیکب مارلی، باب کرچیت، تیم کوچولو
- رابین رایت
- کری الویس – دیک ویکیلز
- کالین فرث – فرد
- باب هاسکینز – آقای فزی ویگ، جو پیر
- سمی هنرتی - نقش‌های گوناگون